# Regina Ermits
Regina Ermits, geb. Regina Oja (* 31. Januar 1996 in Tallinn) ist eine estnische Biathletin.

## Werdegang
Regina Ermits stammt aus Võru, lebt aber inzwischen im Wintersportort Otepää. Ihr Vater Kristjan war ebenfalls Biathlet und ist seit 2018 Renndirektor des IBU-Cups.

### Debüt und erste Saisons
Sie selbst ist seit 2012 Biathletin und hatte im Jahr 2013 ihre ersten internationalen Wettkämpfe bei den Jugendweltmeisterschaften in Obertilliach. Seit der Saison 2013/14 bestreitet sie auch Rennen im zweitklassigen IBU-Cup und nahm auch regelmäßig an Sommerbiathlon-Weltmeisterschaften sowie Jugendeuropa- und Weltmeisterschaften im Biathlon teil. Ihr Debüt im Biathlon-Weltcup hatte sie in der Saison 2015/16 als sie die estnische Mannschaft beim Staffelrennen in Ruhpolding verstärkte. Gemeinsam mit Kadri Lehtla, Kristel Viigipuu und Grete Gaim wurde sie nach Überrundung als 21. gewertet.
In der Saison 2016/17 hatte sie erneut nur einen Staffeleinsatz, bei dem das estnische Team diesmal 20. wurde.
In der nächsten Saison war sie dann erstmals bei mehreren Weltcups im Einsatz und lief auch Einzelrennen, allerdings kam sie nicht über einen 49. Platz im Verfolger von Tjumen hinaus. Dies war gleichzeitig ihr erstes Verfolgungsrennen im Weltcup überhaupt. Bei den Biathlon-Europameisterschaften 2018 im italienischen Ridnaun nahm Ermits zum ersten Mal an einer internationalen Meisterschaft außerhalb des Juniorenbereiches teil, in der Single-Mixed-Staffel verfehlte sie gemeinsam mit Rene Zahkna als Vierte die Medaillenränge um weniger als 20 Sekunden.
Im nächsten Winter qualifizierte sie sich bereits regelmäßig für die Verfolgungsrennen und feierte auch ihre ersten Top-10-Ergebnisse mit Staffeln, einerseits in Canmore mit der Frauenstaffel und kurz darauf in der Single-Mixed-Staffel von Soldier Hollow mit einem neunten und einem achten Platz. Zudem erreichte sie im Verfolgungsrennen in Antholz erstmals die Punkteränge, ihr bestes Ergebnis wurde ein 22. Platz im kurzen Einzel von Canmore.

### Erster Podestplatz und schwierige nachfolgende Saisons
Die Saison 2019/2020 begann sie direkt mit ihrem besten Ergebnis, einem 5. Rang in der Single-Mixed-Staffel von Östersund. Danach zeigte ihre Formkurve stark nach unten und sie konnte nur einmal Punkte sammeln, bis sie in der Single-Mixed-Staffel auf der Pokljuka zusammen mit Zahkna aus dem Nichts ihren ersten Podestplatz erreichte. Dieser zweite Platz war der erste Podestplatz für eine estnische Biathletin überhaupt. Zahkna meinte in der anschließenden Pressekonferenz: „Regina schießt wie immer gut, aber heute läuft sie unglaublich.“ Bei der folgenden WM konnten beide diesen Erfolg allerdings nicht wiederholen. Im Anschluss an die Weltmeisterschaften erreichte sie dafür mit einem 20. Platz im Sprint ihr bis dato bestes Einzelergebnis. Damit qualifizierte sie sich auch für ihren ersten Massenstart im Weltcup, den sie auf Platz 28 abschloss. Mit dem 54. Platz im Gesamtweltcup und dem Podium war die Saison ihre bisher beste.
Überraschenderweise konnte sie in der nächsten Saison nicht an diese Erfolge anknüpfen und sammelte keinen einzigen Weltcup-Punkt.
In der Saison 2021/22 erreichte sie im Gesamtweltcup zumindest wieder den 91. Platz, aber ihre besten Ergebnisse waren lediglich zwei 35. Plätze. Dafür erreichte sie mit der Staffel dreimal die Top 10.
Im nächsten Winter sammelte sie erneut keine Punkte. Immerhin belegte sie mit der Staffel drei zehnte Plätze sowie einen achten und einen elften Rang.

### Saison 2023/24
In der Saison 2023/2024 schien sie zunächst erneut chancenlos auf Punkte, nachdem sie die ersten drei Verfolgungsrennen als 61., 66. und 61. knapp verpasste. Daraufhin überraschte sie aber mit einem 25. Platz im Sprint von Oberhof, danach konnte sie an dieses Ergebnis wieder nicht anknüpfen, bis sie an den Weltmeisterschaften in Nóve Mésto teilnahm. In der Mixed-Staffel belegte sie zusammen mit Zahkna, Kristo Siimer und Tuuli Tomingas den 12. Platz, sie trat als Schlussläuferin an. Den Sprint beendete sie nach 2 Schießfehlern als 25. In der Verfolgung machte sie eine Position gut und wurde 24. Im Einzel erreichte sie den 13. Platz, wodurch sie sich völlig überraschend für den zweiten Massenstart ihrer Weltcup-Karriere qualifizieren konnte. Bei diesem gelang ihr mit dem 12. Rang ihr bestes Einzelergebnis. Des Weiteren nahm sie als Startläuferin an der Staffel teil, zusammen mit Tomingas, Susan Külm und Johanna Talihärm. Sie übergab als Dritte und die Staffel erreichte schlussendlich den starken vierten Platz, wobei sie Bronze nur um knapp 20 Sekunden verfehlte. Diese Spätform konnte sie bis Soldier Hollow konservieren, wo sie im Sprint trotz zwei Schießfehlern mit dem 15. Rang ihr bestes und in der Verfolgung mit dem 19. Platz ihr zweitbestes Weltcup-Ergebnis erreichte. Damit erreichte sie im Gesamtweltcup den 48. Platz, sie erreichte somit erstmals die Top 50. Ausschlaggebend dafür war ihre außergewöhnliche Trefferquote im Stehendschießen, die bei 89 % lag.

## Tätigkeit als Botschafterin für Geschlechtergerechtigkeit
Ermits ist seit der Saison 2021/22 zusammen mit Jessica Jislová, Kelsey Dickinson und Susan Dunklee eine der ersten Botschafterinnen für Geschlechtergerechtigkeit im Biathlon, denn man sollte nicht das Geschlecht in den Blick nehmen, sondern „was er oder sie der Gemeinschaft oder der Welt zurückgibt und wie hart er oder sie arbeitet.“ In diesem Interview sagte sie auch, dass sie mit ihrer Tätigkeit Bewusstsein für das Thema schaffen möchte, da allein dies schon helfe, um zu erkennen, was man in seiner Umgebung verändern könne. In einem Video zum Weltfrauentag, das sie gemeinsam mit den anderen Botschaftern zeigt, macht sie darauf aufmerksam, dass Frauen beim Training im Freien häufiger belästigt werden als Männer und lobt das Signal der IBU, die striktere Regeln eingeführt hatte.

## Privates
Im Mai 2022 heiratete Regina Oja den ehemaligen estnischen Biathleten Kalev Ermits in Ruhpolding und nahm seinen Nachnamen an.

## Statistiken

### Biathlon-Weltcup-Platzierungen
Die Tabelle zeigt alle Platzierungen (je nach Austragungsjahr einschließlich Olympische Spiele und Weltmeisterschaften).
- 1.–3. Platz: Anzahl der Podiumsplatzierungen
- Top 10: Anzahl der Platzierungen unter den ersten zehn (einschließlich Podium)
- Punkteränge: Anzahl der Platzierungen innerhalb der Punkteränge (einschließlich Podium und Top 10)
- Starts: Anzahl gelaufener Rennen in der jeweiligen Disziplin
- Staffel: inklusive Mixed- und Single-Mixed-Staffeln

| Platzierung               | Einzel | Sprint | Verfolgung | Massenstart | Staffel | Gesamt |
| ------------------------- | ------ | ------ | ---------- | ----------- | ------- | ------ |
| 1. Platz                  |        |        |            |             |         |        |
| 2. Platz                  |        |        |            |             | 1       | 1      |
| 3. Platz                  |        |        |            |             |         |        |
| Top 10                    |        |        |            |             | 11      | 11     |
| Punkteränge               | 2      | 11     | 8          | 2           | 55      | 78     |
| Starts                    | 20     | 57     | 19         | 2           | 56      | 154    |
| Stand: Saisonende 2023/24 |        |        |            |             |         |        |

### Olympische Winterspiele
Ergebnisse bei Olympischen Winterspielen:
|                                        | Einzelwettbewerbe | Einzelwettbewerbe | Einzelwettbewerbe | Einzelwettbewerbe | Staffelwettbewerbe | Staffelwettbewerbe |
| Sprint                                 | Verfolgung        | Einzel            | Massenstart       | Damenstaffel      | Mixedstaffel       |                    |
| -------------------------------------- | ----------------- | ----------------- | ----------------- | ----------------- | ------------------ | ------------------ |
| Olympische Winterspiele 2022 \| Peking | 56.               | 50.               | 79.               | –                 | 15.                | 16.                |

### Weltmeisterschaften
| Weltmeisterschaft | Weltmeisterschaft    | Einzel | Sprint | Verfolgung | Massenstart | Staffel | Mixedstaffel | Single-Mixedstaffel |
| Jahr              | Ort                  | Einzel | Sprint | Verfolgung | Massenstart | Staffel | Mixedstaffel | Single-Mixedstaffel |
| ----------------- | -------------------- | ------ | ------ | ---------- | ----------- | ------- | ------------ | ------------------- |
| 2019              | Östersund            | 59.    | 81.    | –          | –           | 12.     | 14.          |                     |
| 2020              | Antholz              | 68.    | 30.    | 48.        | –           | DSQ     | 15.          | 12.                 |
| 2021              | Pokljuka             | 62.    | 83.    | –          | –           | 17.     | –            | –                   |
| 2023              | Oberhof              | 73.    | 64.    | –          | –           | 10.     | –            | –                   |
| 2024              | Nové Město na Moravě | 13.    | 25.    | 24.        | 12.         | 4.      | 12.          | –                   |